# Emoia nigromarginata
Emoia nigromarginata är en ödleart som beskrevs av  Roux 1913. Emoia nigromarginata ingår i släktet Emoia och familjen skinkar. Inga underarter finns listade i Catalogue of Life.